# 광주풍향초등학교
광주풍향초등학교는 광주광역시 북구 두암동에 있는 공립 초등학교이다.

## 학교 연혁
- 1979.03.01 학교설립 인가
- 1979.03.01 초대 이영기 교장 부임
- 1980.04.21 산수, 효동, 문화에서 분리 개교
- 1996.03.01 광주풍향초등학교로 개칭
- 2023.03.01 제17대 임근광 교장 부임
- 2024.01.05 제42회 졸업 65명(졸업생 총 9920명)
- 2024.03.01 학급 편제(일반 17, 특수 1, 병설유치원 1학급)

## 참고 자료
- 광주풍향초등학교 - 한국교육학술정보원 학교알리미